# Paranormal Activity: Die Gezeichneten
Paranormal Activity: Die Gezeichneten (Originaltitel: Paranormal Activity: The Marked Ones) ist ein US-amerikanischer Horrorfilm über das Übernatürliche von Christopher B. Landon aus dem Jahr 2014. Der Film ist im Gegensatz zu seinen Vorgängern ein Ableger der Paranormal-Activity-Reihe. Er schließt folglich inhaltlich nicht an den vorigen Teil, Paranormal Activity 4, an.

## Handlung
Jesse erfährt, dass die ältere Dame, die unter ihm wohnt, ermordet wurde. Nachdem die Polizei und die Sanitäter abgezogen sind, betritt er in Begleitung von Freunden die Wohnung der toten Frau, da er neugierig ist, was der Grund für den Mord sein kann. Allerdings stellen die Jugendlichen schnell fest, dass das Leben der Dame offenbar viel interessanter ist als ihr Tod: Ihre Wohnung ist voller ungewöhnlicher, okkulter Gegenstände und ominöser Video-Kassetten. Jesse findet jedoch sogar ein Foto von sich. In der anschließenden Nacht hat er Albträume und zu seiner großen Überraschung erwacht er am Morgen mit einer Bisswunde am Arm. Es muss etwas mit ihm geschehen sein, er hat allerdings keine Erklärung dafür. Nach weiteren rätselhaften Veränderungen machen sich Jesses Angehörige immer größere Sorgen und suchen Rat bei Ali, die als Kind bereits eine Begegnung mit dem Bösen hatte.

## Hintergrund
Der Film wurde im April 2012 angekündigt, als eine sogenannte Post-Credit-Szene am Ende des Abspanns von Paranormal Activity 4, die nur in der Kino-Version zu sehen war, Raum für eine Fortsetzung ließ. Christopher B. Landon, Verfasser des Drehbuchs von Disturbia (2007), sowie dem zweiten bis vierten Film der Paranormal-Activity-Reihe, stellte sich bereit, das Drehbuch zum Film, der auch als „Cousin“ zu den Vorgängern beschrieben wird, also keine Fortsetzung oder eine Neuverfilmung darstellt, zu verfassen und Regie zu führen. Der Film basiert ebenfalls auf dem sogenannten „Found-Footage“-Format (dt.: gefundene Aufnahme).
Die Dreharbeiten wurden im späten Juli 2013 fertiggestellt. Das Veröffentlichungsdatum für die USA wurde vom 25. Oktober 2013 auf den 3. Januar 2014 versetzt, aufgrund der längeren und aufwändigeren Nachbearbeitung des Filmes. Am Startwochenende in den USA nahm der Film aus über 2.800 Kinos insgesamt 18,3 Millionen US-Dollar ein. Bis zum 19. Januar 2014 nahm der Film weltweit über 75 Millionen Dollar ein.
In Deutschland startete der Film einen Tag vor der Premiere in den USA, am 2. Januar 2014.

## Kritik
Der Film erhielt gemischte bis negative Kritiken. Bei Rotten Tomatoes erreichte der Film lediglich unterdurchschnittliche 39 Prozent bei 82 Kritiken und 34 Prozent bei den Zuschauern. Metacritic nennt einen Score von 42, was einer gemischten Bewertung entspricht.

„Die Idee eines Ablegers des Horror-Hokuspokus speziell für die hispano-amerikanische Zielgruppe wirkte zunächst einmal wie ein reiner Marketing-Kniff. Doch statt eines öden Latino-Abklatsches präsentiert uns Christopher Landon mit ‚Paranormal Activity: Die Gezeichneten‘ einen frischen und recht humorvollen Horror-Thriller.“

## Fortsetzung
Eine Fortsetzung zu den ersten vier Filmen startete am 22. Oktober 2015 in Deutschland (Paranormal Activity: Ghost Dimension). Regie führte Gregory Plotkin. Der Film wird inhaltlich nicht an Paranormal Activity: Die Gezeichneten angrenzen.